# Аутомобилска стаза Хунгароринг
Хунгароринг (мађ. Hungaroring) је стаза Формуле 1 која се налази у близини Будимпеште.
На њој се одржава трка за Велику награду Мађарске.
Ова тркачка стаза је 1986. постало прво место иза Гвоздене завесе где се одржава Велика награда Формуле 1.
Власник Формуле 1 Берни Еклстон је желео трку у СССР-у, али му један мађарски пријатељ препоручио Будимпешту.
План је у почетку био да се направи улична трка слична стази у Монаку на Неплигету- Будимпештанском највећем парку.
Међутим тадашња влада је одлучила да стаза буде ван Будимпеште близу главног ауто-пута.
Све је било готово за осам месеци, и то је најбрже завршена стаза у формули 1.
Дужина стазе је 4 381 m.

## Опис
Гран при се одржава средином лета, које је у овом региону обично изузетно топло и суво. Његова прва мокра трка за Велику награду била је 2006. Стаза је обично прашњава због недовољне употребе током остатка године и песковитог тла. Како се стаза налази у долини, око 80 процената се може видети са било које тачке.
Обично, недовољно коришћена стаза постаје бржа током викенда јер површина стазе скупља више остатака гуме; међутим, са Хунгарорингом се то углавном не дешава, јер стаза може тако брзо да постане прашњава. Стаза често постаје бржа током квалификационе сесије, што доводи до тога да такмичари покушају да остваре свој најбољи круг што је касније могуће.
Уврнута и неравна природа стазе  отежава претицање у сувим условима, због чега је стаза добила надимак „Монако без баријера“. Без обзира на то, Хунгароринг је био поприште неколико незаборавних трка као што су дуели Нелсона Пикеа и Ајртона Сене, победа Најџела Менсела са 12. места после драматичног додавања Ајртона Сене 1989. године, веома мали пораз Дејмона Хила 1997. и промена стратегије Михаела Шумахера да победи Мекларен од Хакинена и Култарда 1998. Недавно су се на стази десили догађаји као што је тријумф Џенсона Батона над Фернандом Алонсом 2006., Данијел Рикардо који осваја подијум са шестог 2014., касно престизање Луиса Хамилтона на Макса Верстапена да однесе победу 2019., а Алонсо је направио одбрамбени мајсторски курс да би Хамилтону ускратио шансу победе 2021. Остале победе на стази укључују Хила 1993, Алонса 2003, Батона 2006, Хејкија Ковалајнена 2008, Естебана Окона 2021 и Оскара Пјастрија 2024.
Прва измена у траси стазе извршена је 1989. године, када је шикана после трећег скретања (привремена мера уведена током изградње због откривања изворишта којим је требало да се протеже директна траса) уклоњена пропустом. поток. 2003. године, главна права (скретање један, види дијаграм) је продужена за отприлике 200 м до 908 м, а укосница на крају равне је такође затегнута у покушају да се олакша више прилика за претицање, као и затезање онога што је било у скретању 12. Ове промене су продужиле дужину кола са 3,957 на 4,381 километар.

## Занимљивости
Када би се стаза ротирала лево или би се посматрала у огледалу, њен облик би могао да подсећа на изобличену верзију Велике Мађарске.